# Державний кордон Ісландії

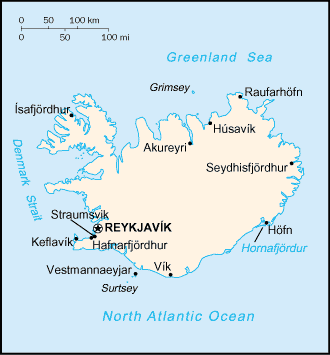
Карта Ісландії

Державний кордон Ісландії — державний кордон, лінія на поверхні Землі та вертикальна поверхня, що проходить по цій лінії, що визначають межі державного суверенітету Ісландії над власними територією, водами, природними ресурсами в них і повітряним простором над ними. Ісландія не має сухопутного державного кордону.

## Морські кордони

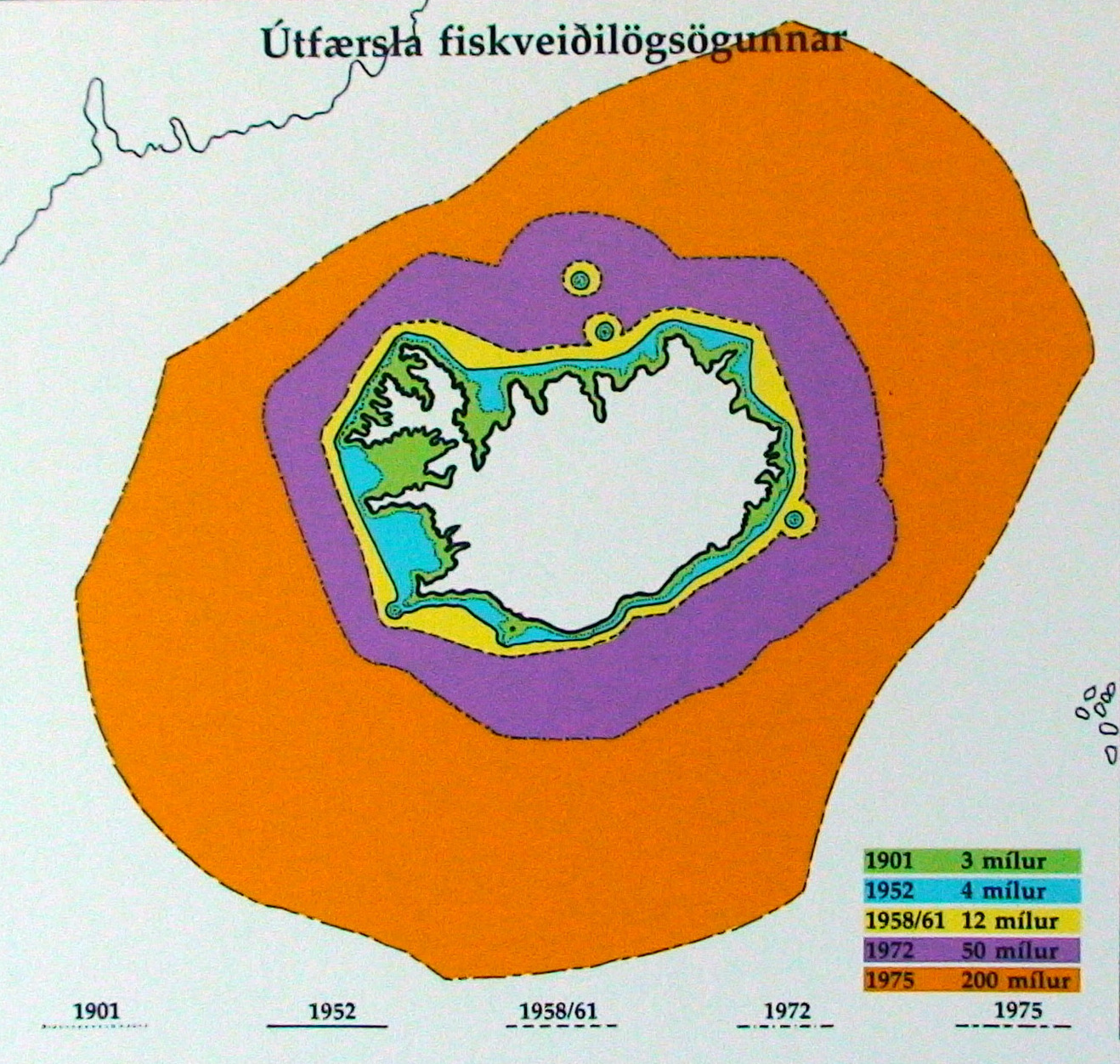
Історія розширення виключної рибальської зони Ісландії

Ісландія на сході омивається водами Норвезького моря, на південному заході Ірмінгера, на півдні безпосередньо водами Північної Атлантики; на півночі — Гренландського моря Північного Льодовитого океану, на заході Данською протокою відокремлюється від острова Гренландія. Загальна довжина морського узбережжя 4970 км. Територія острова досить компактна: найбільша протяжність з півночі на південь становить 310 км, зі сходу на захід — 500 км. Згідно з Конвенцією Організації Об'єднаних Націй з морського права (UNCLOS) 1982 року, протяжність територіальних вод країни встановлено в 12 морських миль (22,2 км). Виключна економічна зона встановлена на відстань 200 морських миль (370,4 км) від узбережжя. Континентальний шельф — 200 морських миль (370,4 км) від узбережжя, або до континентальної брівки (стаття 76).